# Mračno doba (stara Grčka)
Mračno razdoblje, mračno doba, Homerovo doba ili geometrijsko doba starovjekovno je podrazdoblje periodizacije ljudske povijesti. Dijelom je razdoblja antike. Vremenski pada između 1200. pr. Kr. i 750. pr. Kr. i naziva ga se mračnim razdobljem jer iz tog vremena gotovo da i nema tragova.
Početkom tog razdoblja mnogi su gradovi na grčkom kopnu razoreni, čime je nestala i podloga za kulturu palača. Mikenska tradicija nastavljena je još oko 150 godina, prije nego što je počelo t.zv. protogeometrijsko razdoblje (oko 1050. pr. Kr. - 900. pr. Kr.). Prema predaji, oko 1050. pr. Kr. počinje snažno osporavano razdoblje „jonskih seoba” tijekom kojih su stanovnici grčkog kopna naselili egejske otoke i Malu Aziju. 
Na grčkom se kopnu pruža vrlo difuzna slika: nađeno je vrlo malo naselja, a i ona izgledaju, za razliku od mikenskog razdoblja, vrlo siromašno. Međutim u Lefkandi, na grčkom otoku Eubeji, pruža se sasvim drugačija slika: ondje su pronađeni, pored naselja s velikom zgradom kneza Lefkandija, grobovi koji su bili vrlo bogato opremljeni.
Tijekom zadnjih desetljeća, zahvaljujući mnogim novim nalazima, „mračno razdoblje” ipak se polako rasvjetljava. Prema pretpostavkama znanstvenika koji se bave istraživanjem Homera, u različitim dijelovima Ilijade ogledaju se prilike tog vremena. To je vrijeme bilo očigledno vrlo značajno za razvoj grčkog društva, sve do grčkih polisa. 
Nakon 8. stoljeća pr. Kr. kontakti s prednjim Orijentom ponovo su vrlo intenzivni i nastaju trgovinske stanice na Cipru i u Siriji. Pretpostavlja se da su već u kasnom 9. stoljeću pr. Kr. Grci preuzeli pismo od Feničana.